# Johanna Werner-Muggendorfer

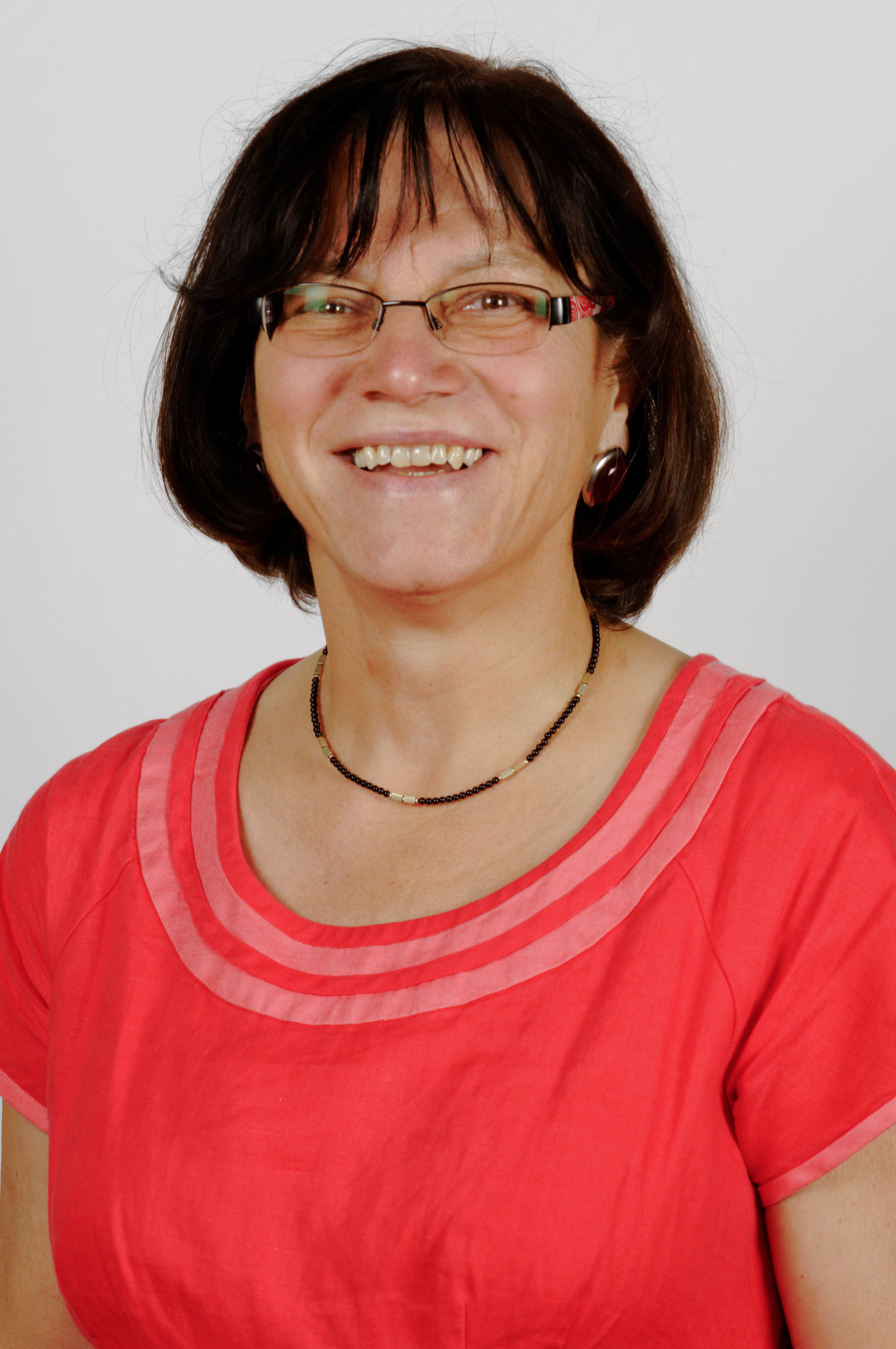
Johanna Werner-Muggendorfer (2012)

Johanna Werner-Muggendorfer (* 22. Juni 1950 in Neustadt an der Donau) ist eine deutsche Politikerin (SPD). Sie war von 1991 bis 2018 Abgeordnete im Bayerischen Landtag.

## Leben
Johanna Werner-Muggendorfer besuchte bis 1964 die Volksschule Neustadt und danach bis 1968 die Realschule in Abensberg. Anschließend absolvierte sie eine Ausbildung zur Bibliothekarin. In diesem Beruf war sie bis 1972 tätig. 1973 begann sie eine zweite Ausbildung zur Erzieherin an der Fachakademie für Sozialpädagogik. Von 1977 bis 1991 war sie bei der Stadt Regensburg angestellt und zuletzt als Leiterin einer Kindertagesstätte tätig. Sie ist verwitwet und hat einen Sohn. Neben ihrem parteipolitischen Engagement ist sie unter anderem bei der Gewerkschaft Erziehung und Wissenschaft, dem Bund Naturschutz sowie beim Landesbund für Vogelschutz aktiv und ist Vorsitzende des Obst- und Gartenbauvereins Neustadt.

## Politik
Johanna Werner-Muggendorfer trat im Jahr 1972 in die SPD Bayern ein. Sie ist im Unterbezirk Kelheim Vorsitzende ihrer Partei und war von Januar 2009 bis Februar 2011 Bezirksvorsitzende im SPD-Bezirk Niederbayern. Sie übernimmt seit 1978 das Amt einer Stadträtin in Neustadt und ist seit 1984 als Kreisrätin aktiv.
1991 wurde sie erstmals in den Bayerischen Landtag gewählt. Von 1998 bis 2011 war sie Mitglied im Ältestenrat des Landtags und stellvertretende Fraktionsvorsitzende ihrer Partei. Seit 2011 war sie stellvertretende Vorsitzende des Petitionsausschusses des Bayerischen Landtags. Über die Bezirksliste Niederbayern wurde sie bei der Landtagswahl 2013 wieder in den Landtag gewählt. In ihrem Direktstimmkreis 203 Kelheim belegte sie mit 18,0 % der Erststimmen den zweiten Platz. Bei der Landtagswahl in Bayern 2018 trat sie nicht mehr an und schied so aus dem Parlament aus.

## Ehrungen und Auszeichnungen
- Bayerischer Verdienstorden
- 2005 erhielt sie das Bundesverdienstkreuz am Bande.
- 2008 erhielt sie die Bayerische Verfassungsmedaille in Gold.
- 2011 erhielt sie den Wilhelm-Dröscher-Preis.